# Zeitschrift für Didaktik der Gesellschaftswissenschaften
Die Zeitschrift für Didaktik der Gesellschaftswissenschaften (zdg) ist eine fachdidaktische und fachwissenschaftliche Zeitschrift, die seit 2010 im Wochenschau Verlag in Frankfurt am Main erscheint. Der Erscheinungsturnus ist halbjährlich. Herausgeber sind die Hochschullehrer Peter Gautschi (Pädagogische Hochschule Luzern), Tilman Rhode-Jüchtern (Universität Jena), Wolfgang Sander (Universität Gießen) und Birgit Weber (Universität zu Köln). 

## Über die Zeitschrift
Die Zeitschrift ist interdisziplinär ausgerichtet und befasst sich mit fachspezifischem und fächerübergreifendem Lehren und Lernen. Sie versteht sich als gemeinsames wissenschaftliches Forum für die gesellschaftswissenschaftlichen Fachdidaktiken der Geographie, Geschichte, Politik und Wirtschaft. Ihr zentrales Ziel liegt darin, Brücken zwischen diesen Fachdidaktiken, der Erziehungswissenschaft und der Lehrerbildung zu bauen. Sie thematisiert theoretische, empirische, fachgeschichtliche und handlungsbezogene Forschungen sowie aktuelle wissenschaftliche Herausforderungen und Kontroversen, aber auch anwendungsbezogene Fragestellungen.
Für jedes Heft wird ein Call for Papers ausgeschrieben. Es erfolgt dann eine Sichtung der Abstracts und eine Qualitätssicherung über ein Double-blind-Peer-Review-Verfahren durch den wissenschaftlichen Beirat der Zeitschrift.
Jedes Heft behandelt ein Schwerpunktthema. Ferner umfasst jede Ausgabe Rubriken, die nicht an das Schwerpunktthema gebunden sind: Forum, Werkstatt und Rezensionen.
Zielgruppe der Zeitschrift sind Wissenschaftler aus den Didaktiken aller gesellschaftswissenschaftlichen Fächer und Fachgebiete; sie wendet sich ferner an Hochschulen sowie auch in den Einrichtungen der Zweiten Phase (Studienseminare) und in der Lehrerfort- und -weiterbildung.